# Christoph Mangold
Christoph Jakob Mangold (* 17. März 1939 in Basel; † 19. Januar 2014 ebenda) war ein Schweizer Journalist und Schriftsteller, auch als Werbetexter, Lektor und Kritiker tätig. Nach 1964 hat er auch unter dem Pseudonym Lynkeus publiziert. Er gehörte seit 1971 der Gruppe Olten an.
Mangold lebte in Basel und in Dalmatien. Er war Mitglied der Partei der Arbeit.

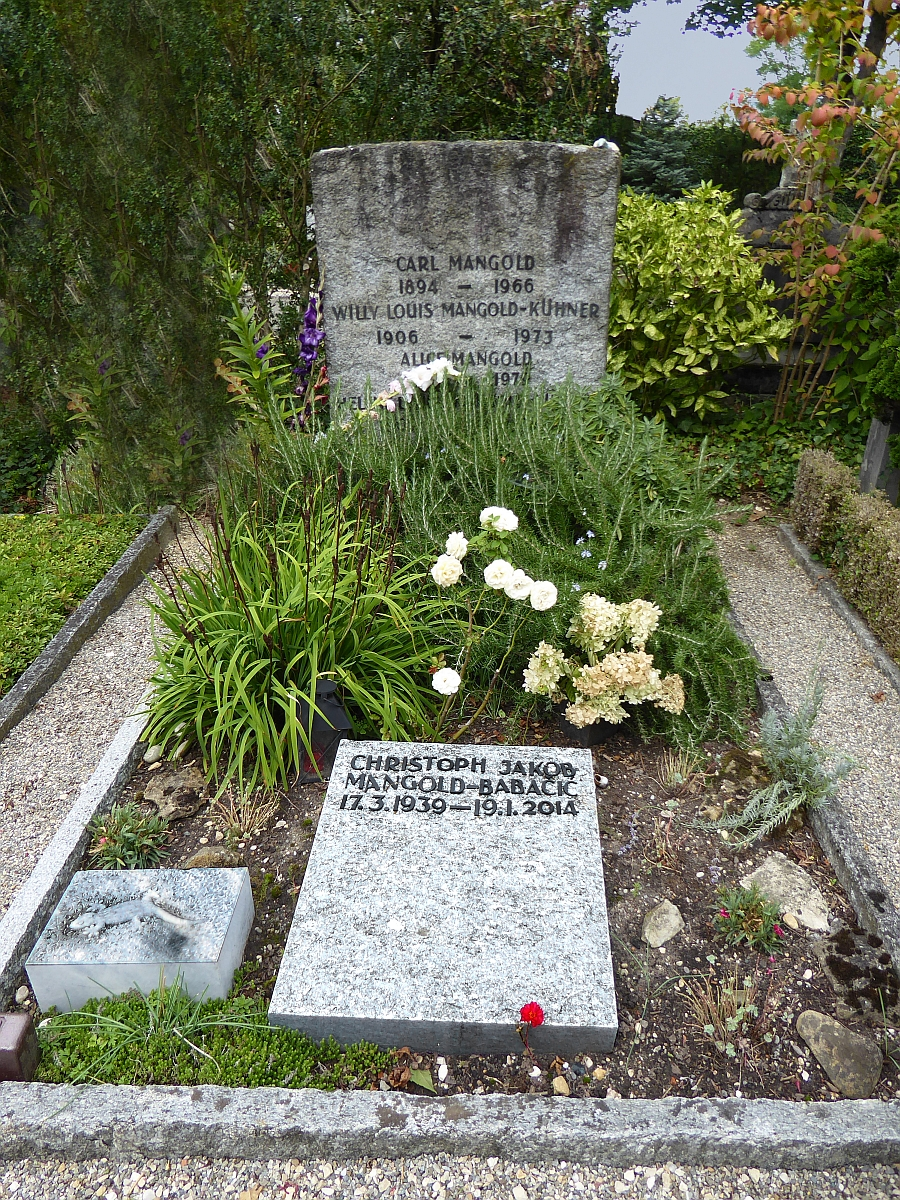
Grab auf dem Friedhof Wolfgottesacker, Basel

## Werke

### Bücher
- Manöver. Ein kleiner Roman. Rowohlt, Reinbek 1962
- Sei’s drum. Gelegenheits-Gedichte. Nachwort von Kurt Marti. Kandelaber, Bern 1968
- Konzert für Papagei und Schifferklavier. Roman. Benziger, Zürich 1969
- Christoph Mangold’s Agenda. Benziger, Zürich 1970
- Das Gegenteil von allem. Gute Schriften (GS 408), Basel 1975
- Rückkehr aus der Antarktis. Roman. Lenos (Litprint 64), Basel 1977
- Zdenka. Lenos (Litprint 51), Basel 1980
- Gras anmalen. Gedichte. Nachtmaschine, Basel 1980
- Keine Angst, wir werden bewacht. Gedichte von 1982–1968. Lenos (Litprint 38), Basel 1982

### Theaterstück
- Polizeistunde. Biertischgespräche. UA: Theater Basel 1972
  - veröffentlicht in: Weltwoche, Zürich 1972

### Hörspiele
- My Nammen isch Matter. Schweizer Radio DRS, Basel 1965
- Stationen. Radio DRS, Basel 1966

## Fernsehbeiträge
- Bolizeystund. Einakter zum 1. Mai. Schweizer Fernsehen, Zürich 1972
- Die Besetzung, Zürich 1972